# Vlak u snijegu
 Ovo je glavno značenje pojma Vlak u snijegu. Za druga značenja pogledajte Vlak u snijegu (1976.).
Roman Vlak u snijegu (prvotno naslovljen kao Djeca velikog sela), napisao je Mato Lovrak 1931. godine kao mladi učitelj. Nadahnut stvarnim događajima, roman je strukturiran u obliku pitke, djeci bliske proze koja se odlikuje jednostavnom, a dinamičnom fabulom, oblikovanom u stilu pustolovnog zapleta.

## Sadržaj
Na Jabukovcu u Velikom Selu žive tri đaka četvrtog razreda osnovne škole. Zovu se Ljuban, Draga i Pero. Učenike te seoske škole učitelj povede vlakom na izlet u grad. Tamo su, u tiskari zahvalili na besplatnom putu u Zagreb pjesmom, a naposljetku su otišli u zoološki vrt. Međutim, učitelj se u gradu razboli i ostaje u bolnici, a djeca se moraju sama vratiti. Na povratku ih zatekne zimsko nevrijeme i vlak stane pred snježnim nanosom. Zahvaljujući pomoći djece, željezničari oslobađaju vlak.

## Igrani cjelovečernji film
Film Vlak u snijegu, kao i roman Mate Lovraka prema kojem je nastao, još je uvijek jednako popularan danas kao i 1976. kada je snimljen. Režirao ga je Mate Relja, koji je ujedno i preradio knjigu i napravio scenarij. Sniman je u Zagrebu, u selima Grginac, Tomaš i Ciglena u okolici Bjelovara te na željezničkoj pruzi Bjelovar – Kloštar Podravski. U kina je stigao 18. lipnja 1976. godine. Glavne uloge tumače Slavko Štimac (kao Ljuban), Gordana Inkret (kao Draga) i Željko Malčić (kao Pero).

## Kad se male ruke slože
Knjigu prati pjesma Kad se male ruke slože, koja govori o prijateljstvu i zajedništvu. Autor pjesme je Arsen Dedić. Tekst počinje:
Kad se mnogo malih složi,
Tad se snaga stoput množi,
A to znači da smo jači,
Kad se skupimo u zbor.
Mala iskra požar skriva,
Kap do kapi rijeka biva.
Hajde zato svi u jato,
Kao vrapci živ, živ, živ.